# 닉 카터 (등장인물)

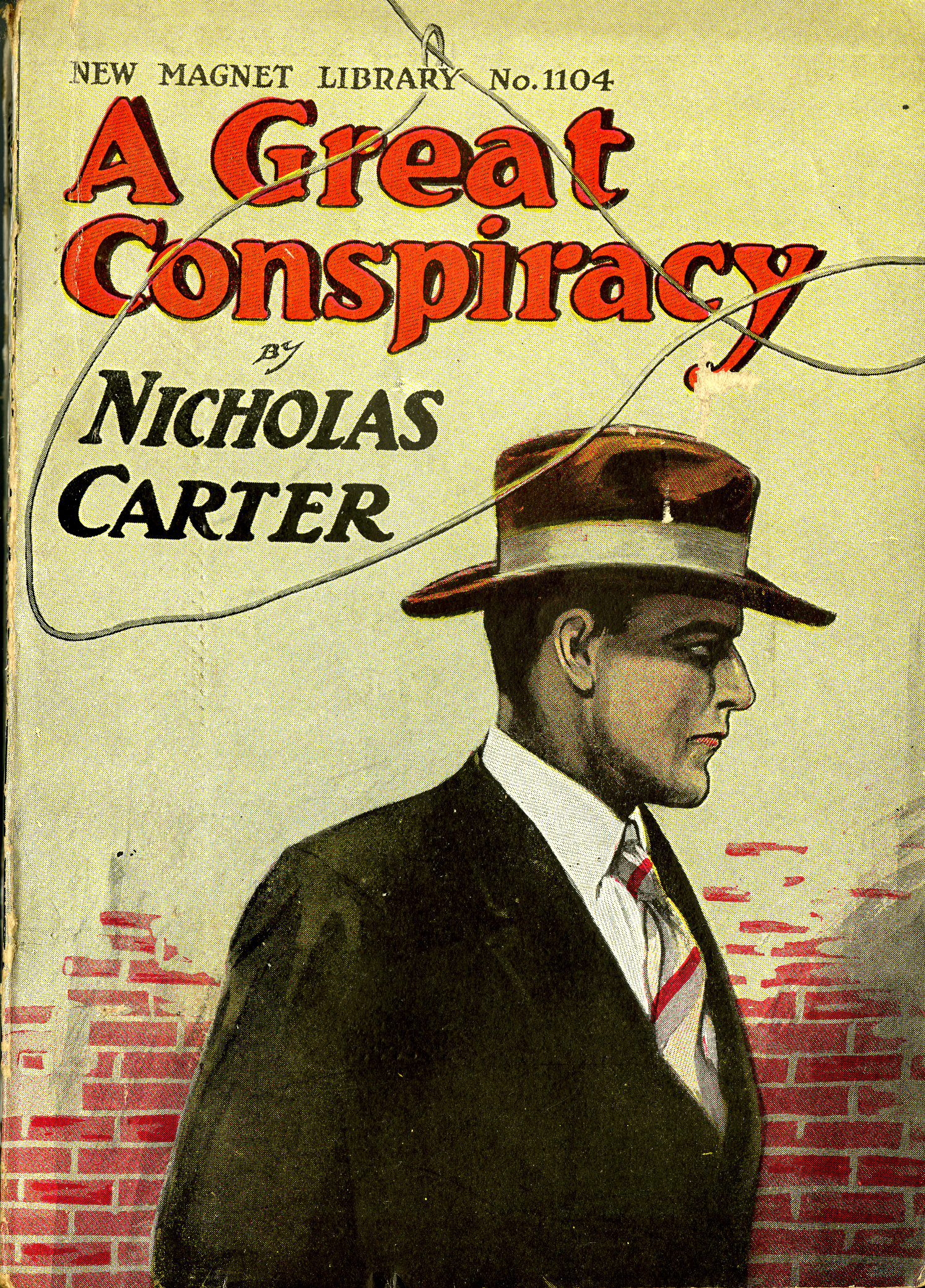

닉 카터(영어: Nick Carter)는 미국에서 많은 작가에 의해 쓰여진 가공의 탐정이다.